# USS Wasp (CV-18)
Pour les autres navires du même nom, voir USS Wasp.
L'USS Wasp (CV-18) est un porte-avion de classe Essex de l'United States Navy ayant participé à la Seconde Guerre mondiale sur le théâtre Pacifique.

## Historique

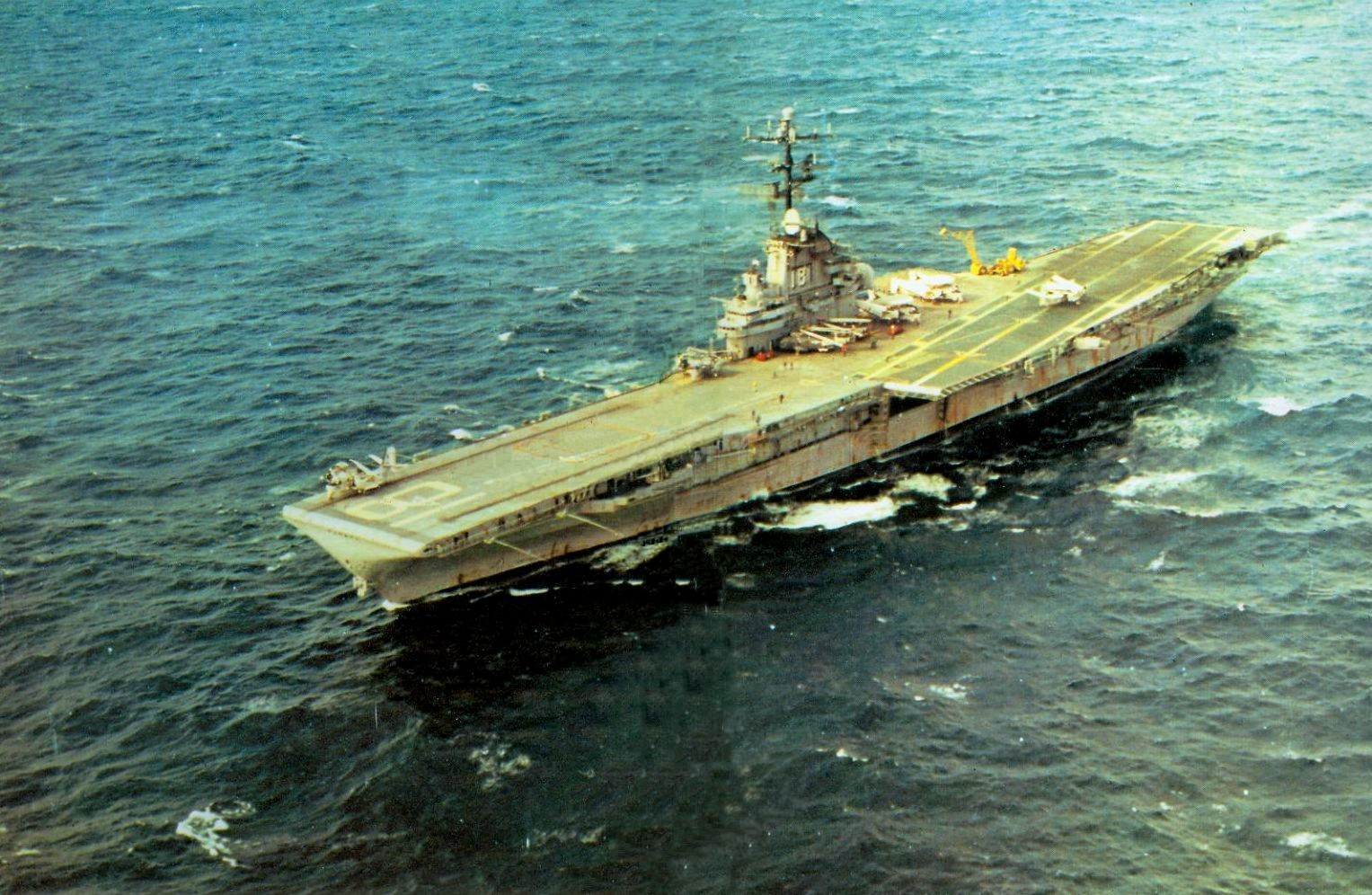
L’USS Wasp dans l'Atlantique en 1970.

Le USS Wasp est le dixième porte-avions de la classe Essex. Initialement nommé Oriskany, le porte-avions a été renommé Wasp le 18 mars 1942, pour honorer le CV-7, faisant du CV-18 le neuvième navire de la Marine des États-Unis à porter ce nom. Reclassé en porte-avions d'attaque CVA-18 le 1er octobre 1952 et en porte-avions de lutte anti-sous-marine CVS-18 le 1er novembre 1956, le Wasp est désarmé le 1er juillet 1972 et vendu le 21 mai 1973 à l'Union Minerals and Alloys Corp., de New York et ferraillé par la suite.
Le destroyer USS Hobson (DD-464) coule le 14 septembre 1952 après une collision avec le porte-avions Wasp qui le coupe en deux à 1 000 kilomètres à l’ouest des Açores aux 42° 21′ 00″ N, 44° 15′ 00″ E. Si aucun membres d'équipage du porte-avions n'est tué, 176 parmi celui du destroyer périssent.

## Décorations
Il obtient 8 battle stars pour son service lors du second conflit mondial.